# Ctenomys boliviensis
Ctenomys boliviensis är en däggdjursart som beskrevs av Waterhouse 1848. Ctenomys boliviensis ingår i släktet kamråttor, och familjen buskråttor. IUCN kategoriserar arten globalt som livskraftig. Inga underarter finns listade i Catalogue of Life. Wilson & Reeder (2005) skiljer mellan två underarter.
Arten förekommer med flera från varandra skilda populationer i Bolivia, sydvästra Brasilien, västra Paraguay och norra Argentina. Habitatet utgörs av öppna savanner, av betesmark och av jordbruksmark.
Individerna gräver underjordiska bon och äter olika växtdelar, bland annat rötter och jordstam.